# مارانو پرینچیپاتو
مارانو پرینچیپاتو (به ایتالیایی: Marano Principato) یک کومونه در ایتالیا است که در استان کزنتزا واقع شده‌است.

## خصوصیات
مارانو پرینچیپاتو ۶ کیلومترمربع مساحت و ۲٬۷۷۸ نفر جمعیت دارد و ۴۸۰ متر بالاتر از سطح دریا واقع شده‌است.